# Futbolen Klub Septemvri
Il Futbolen Klub Septemvri, meglio noto come Septemvri, è una società calcistica bulgara con sede nella città di Sofia. Milita nella Parva Liga, la massima serie del campionato bulgaro.
Conosciuto in ambito nazionale per le sue giovanili, che producono prospetti interessanti, vanta quale maggiore successo la vittoria della Coppa di Bulgaria del 1960, mentre in campionato il miglior piazzamento è il quinto posto raggiunto nella massima serie bulgara nella stessa stagione.
Disputa le partite interne allo stadio Bistrica di Sofia (2 000 posti).

## Storia

### Fondazione ed esordi
Costituito il 5 novembre 1944 come Futbolen Klub Septemvri dalla fusione di Sportclub Sofia, Sokol e Vazraždane, vede unirsi altri club al sodalizio il 26 marzo 1945, quando si aggregano all'associazione il Botev (Konyovica), l'Ustrem (Zaharna fabrika), il Pobeda (Krasna Polyana), e lo Svoboda (Tri kladenci). Nel maggio 1948 il club, militante nella prima divisione di Sofia, si fonde con un club di seconda divisione, il CDV/Chavdar (Sofia) e il sodalizio risultante dall'unione si aggiudica il campionato bulgaro del 1948 superando in finale il Levski Sofia.

### Scalata verso l'élite e caduta
Il Septemvri comincia la stagione 1948-1949 nel neonato Gruppo calcistico A repubblicano, ma appena sei mesi dopo si scinde dal CDV (Chavdar) ed è espulso dalla divisione (il titolo sportivo è dato al CDNV, nuovo nome del Chavdar, che sarebbe poi divenuto il CSKA Sofia). Alla fine dell'annata 1948-1949 il Septemvri è ammesso a uno spareggio andata-ritorno per la qualificazione alla massima serie, dove sfida il Marek Dupnica. Entrambe le partite finiscono con il punteggio di 2-0 per ognuna delle due contendenti, così si gioca una terza partita che vede perdere per 1-0 il Septemvri, costretto dunque a rimanere in seconda serie.
Dal 1949 al 1969 il Septemvri esiste come club indipendente; in questo ventennio raggiunge l'apice del successo: nel 1959 termina primo nel Gruppo B (nome che era usato per indicare la seconda serie bulgara) ed è promosso in massima serie per la stagione 1959-1960, chiusa con il quinto posto e la vittoria della Coppa di Bulgaria grazie al 4-3 in finale contro il Lokomotiv Sofia dopo i tempi supplementari. Già nel 1961, però, il club retrocede in seconda serie, dove rimane fino al 1968.

### Scomparsa e ricomparsa come club indipendente
Nel 1969, in un altro periodo di riforma del calcio bulgaro, il Septemvri è fuso nel CSKA Sofia. L'unificazione si protrae sino al 1988, quando il club si stacca nuovamente e si iscrive alla terza divisione. Nel 1993 il Septemvri ottiene la promozione in seconda serie e nel 1998 in prima serie, ritrovando la massima categoria dopo 37 anni. La retrocessione in seconda divisione è immediata, a causa del sedicesimo posto.

### Anni duemila
Il tredicesimo posto in seconda serie del 2000-2001 provoca la retrocessione in terza divisione, dove il club rimane sino al 2008. Nel marzo del 2008, dopo un controverso match contro il Bansko, il club subisce una condanna della giustizia sportiva, che lo penalizza: l'allenatore Rumen Stojanov aveva ordinato ai propri calciatori di lasciare il campo. Il Septemvri è poi ulteriormente colpito da provvedimenti disciplinari, dato che viene escluso dalla terza serie (V AFG) e declassato nell'A OFG, la divisione regionale di Sofia. Malgrado queste difficoltà, nel 2008-2009 il club sfiora la promozione in terza serie dopo aver chiuso al primo posto il campionato regionale e aver perso il play-off contro il Novi Iskar (0-0; sconfitta per 5-4 ai tiri di rigore).

### Anni duemiladieci
Nel 2015 Rumen Chandarov, proprietario dell'accademia sportiva DIT, uno dei maggiori centri di formazione di calciatori in Bulgaria, annuncia di aver rilevato la proprietà del Septemvri, con l'obiettivo di riportare il club in massima serie attraverso i giovani. La squadra si fonde con il Conegliano German e inizia la stagione 2015-2016 in terza serie sotto la guida del tecnico Nikolaj Mitov. Verso la fine del 2015 ben 18 calciatori sono integrati in rosa dalla squadra under-19, all'epoca terza nel massimo campionato giovanile bulgaro.
Il 24 giugno 2016 il Pirin Razlog si fonde con il Septemvri a formare l'PFK Septemvri Sofia. Nel 2016-2017 il Septemvri viene iscritto alla seconda divisione e chiude il campionato al secondo posto, due punti dietro la capolista, ottenendo così l'accesso ai play-off per la promozione, dove supera il Montana per 2-1 il 3 giugno 2017, tornando in massima serie dopo 19 anni.
L'8 giugno 2017 l'allenatore Dimitar Vasev assume le redini della squadra affiancando Hristo Arangelov, il traghettatore dopo le dimissioni di Nikolaj Mitov. In attesa della costruzione dello stadio Septemvri, la squadra comunica l'intenzione di spostarsi allo stadio nazionale Vasil Levski, ma poi si trasferisce allo stadio Bistrica per evitare scarsa affluenza nello stadio del Levski Sofia. Dopo quattro sconfitte in cinque giornate di campionato, Vasev lascia spazio al rientrante Nikolay Mitov. La stagione, segnata dalla trafica morte per infarto del 46enne direttore esecutivo del club Georgi Markov, si chiude con la salvezza e l'eliminazione ai quarti di finale dei play-off per la qualificazione all'Europa League contro il Černo More Varna.
La retrocessione in seconda serie avviene al termine della stagione 2018-2019 malgrado il dodicesimo posto finale nella stagione regolare, a causa della sconfitta nella finale dei play-out contro l'Arda Kărdžali (0-1 dopo i tempi supplementari).

### Anni duemilaventi
Nel 2019-2020 la squadra ottiene il secondo posto nella stagione regolare del campionato di seconda serie e vede sfumare la promozione, avendo perso per 1-0 lo spareggio contro la penultima classificata in massima serie, lo Carsko Selo. Sulla stessa falsariga si svolge la stagione seguente, con il terzo posto nella stagione regolare e la sconfitta per 1-0 nello spareggio promozione-salvezza contro il Botev Vraca. Nel 2021-2022 la squadra viene promossa in massima serie dopo la vittoria del campionato cadetto, ma l'anno seguente retrocede dalla massima divisione.

## Palmarès

### Competizioni nazionali
- Coppa di Bulgaria: 1

1959-1960
- Campionato bulgaro di seconda divisione: 3

1955-1956, 1958-1959, 1997-1998
- Vtora profesionalna futbolna liga: 1

2021-2022

### Altri piazzamenti
- Coppa di Bulgaria:

Semifinalista: 2018-2019
- Campionato bulgaro di seconda divisione:

Secondo posto: 1955, 1962-1963, 1964-1965, 1965-1966, 2016-2017, 2019-2020

## Organico

### Rosa 2021-2022
Aggiornata al 10 gennaio 2022.
| N. |                               | Ruolo | Calciatore         |
| -- | ----------------------------- | ----- | ------------------ |
| 1  | Bulgaria (bandiera)           | P     | Nikolay Bankov     |
| 2  | Bulgaria (bandiera)           | D     | Teodor Tsvetanov   |
| 3  | Bulgaria (bandiera)           | C     | Stoyan Stoichkov   |
| 4  | Bulgaria (bandiera)           | D     | Ivan Arsov         |
| 6  | Bulgaria (bandiera)           | C     | Atanas Kabov       |
| 7  | Bulgaria (bandiera)           | C     | Aykut Ramadan      |
| 8  | Bulgaria (bandiera)           | D     | Aleksandar Todorov |
| 9  | Bulgaria (bandiera)           | A     | Valeri Bojinov     |
| 10 | Bulgaria (bandiera)           | C     | Asen Chandarov     |
| 11 | Bulgaria (bandiera)           | D     | Martin Achkov      |
| 13 | Bulgaria (bandiera)           | C     | Simeon Aleksandrov |
| 14 | Macedonia del Nord (bandiera) | A     | Mario Ilievski     |

| N. |                     | Ruolo | Calciatore               |
| -- | ------------------- | ----- | ------------------------ |
| 15 | Bulgaria (bandiera) | D     | Rafail Parlikov          |
| 16 | Bulgaria (bandiera) | C     | Kristiyan Peshov         |
| 17 | Bulgaria (bandiera) | C     | Panayot Paskov           |
| 18 | Bulgaria (bandiera) | C     | Krasian Kolev            |
| 19 | Bulgaria (bandiera) | C     | Alex Petrov              |
| 20 | Bulgaria (bandiera) | C     | Vladislav Uzunov         |
| 21 | Bulgaria (bandiera) | P     | Dimităr Šejtanov         |
| 22 | Bulgaria (bandiera) | D     | Asen Georgiev (capitano) |
| 23 | Bulgaria (bandiera) | C     | Yoan Gavrilov            |
| 24 | Bulgaria (bandiera) | A     | Kris Valchinov           |
| 25 | Brasile (bandiera)  | D     | Tiago Barbosa            |
| 26 | Bulgaria (bandiera) | A     | Ivan Avramov             |